# Alveolarknochen

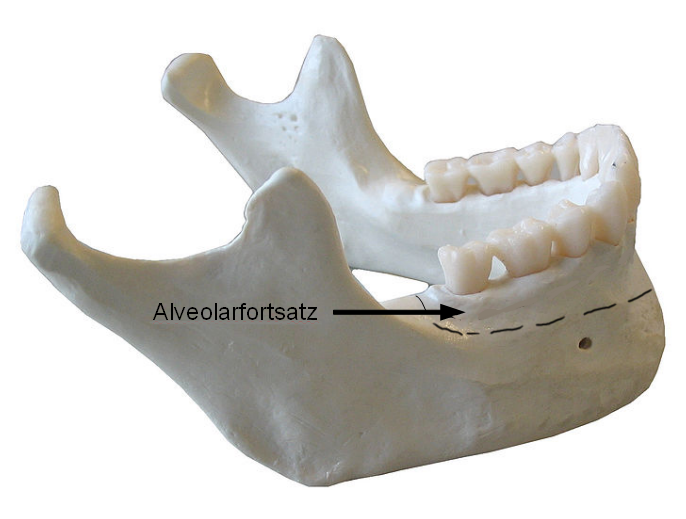
Mandibula: Processus alveolaris mandibulae

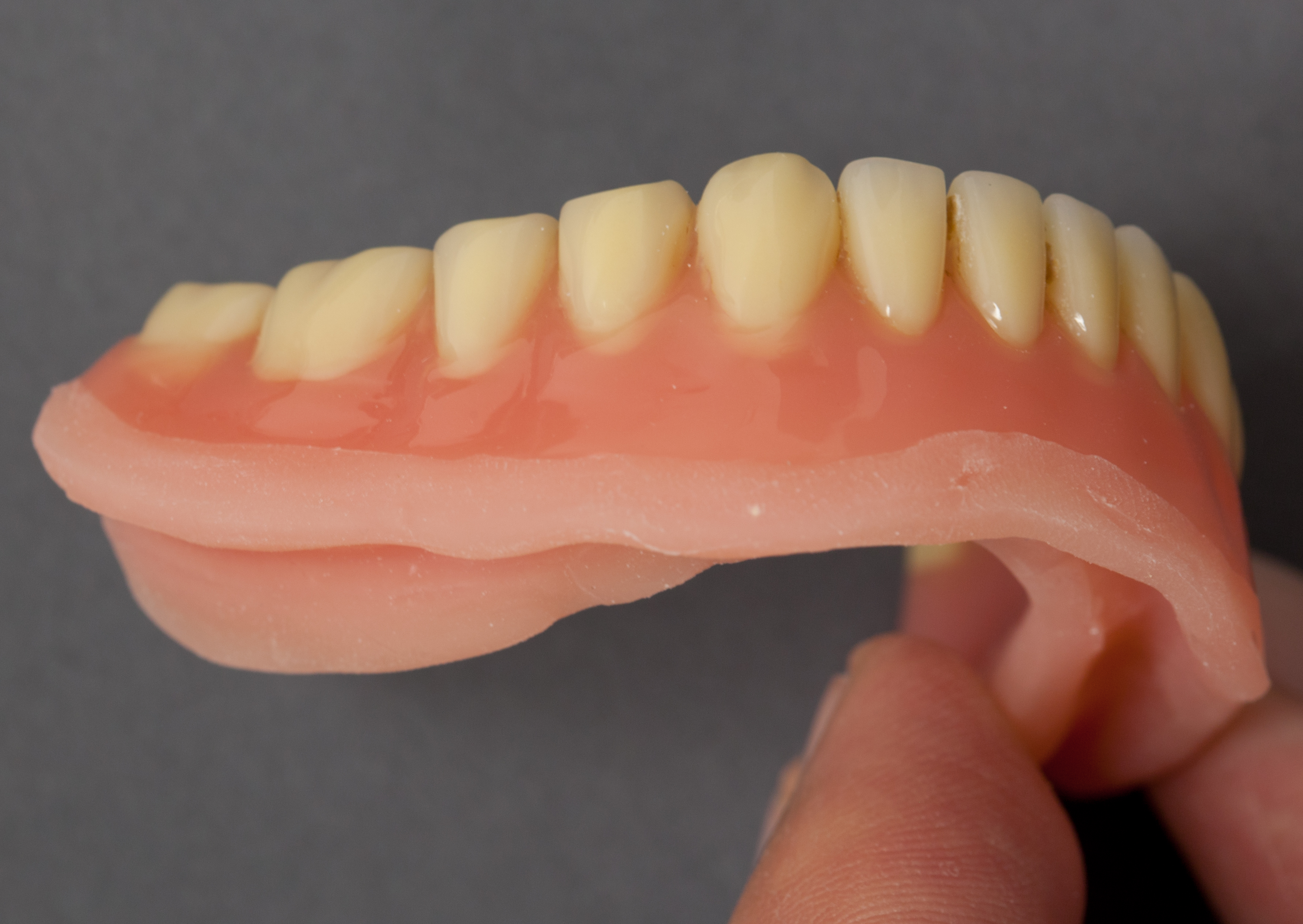
Totale Unterkieferprothese mit ersetzten Zähnen und ersetztem Alveolarknochen

Als Alveolarknochen (auch: Alveolarfortsatz) bezeichnet man den Knochenteil des Oberkiefers (Processus alveolaris maxillae) oder Unterkiefers (Processus alveolaris mandibulae) beim Menschen oder bei Säugetieren, in dem sich die Alveolen (Zahnfächer) befinden, in denen die Zähne mittels der Sharpey-Fasern verankert sind. Der Zahnhalteapparat (Parodontium) ist das funktionelle Verankerungssystem des Zahnes.
Im unbezahnten Kiefer wird der Alveolarfortsatz sukzessive abgebaut und auf einen schmalen Knochenkamm reduziert, was – ohne prothetische Versorgung – einen Höhenverlust des Untergesichts zur Folge hat. Bei der Anfertigung einer Totalprothese wird der abgebaute Kieferknochen durch Kunststoff rekonstruiert, auf dem die künstlichen Zähne aufsetzen. Beim zahnlosen Kiefer spricht man von Alveolarkamm oder Kieferkamm.

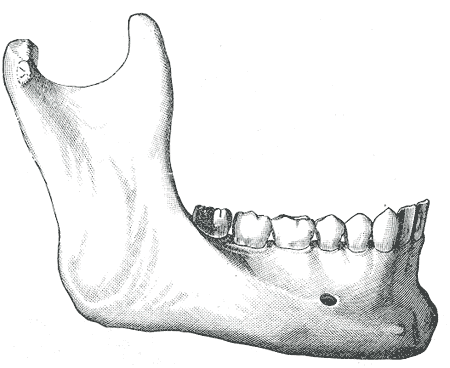
Alveolarknochen im vollbezahnten Unterkiefer
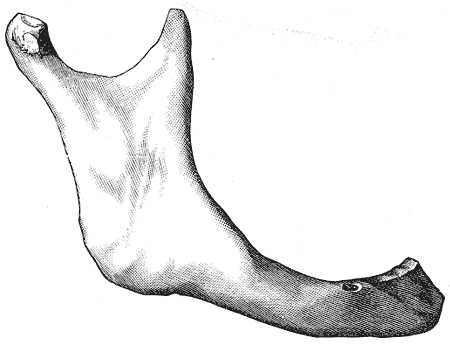
Abbau des Alveolarknochens im zahnlosen Unterkiefer
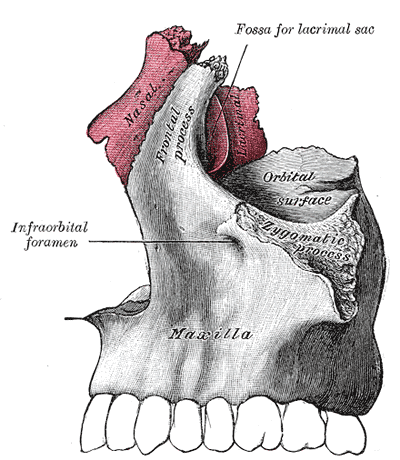
Oberkiefer mit Zähnen im Processus alveolaris maxillae
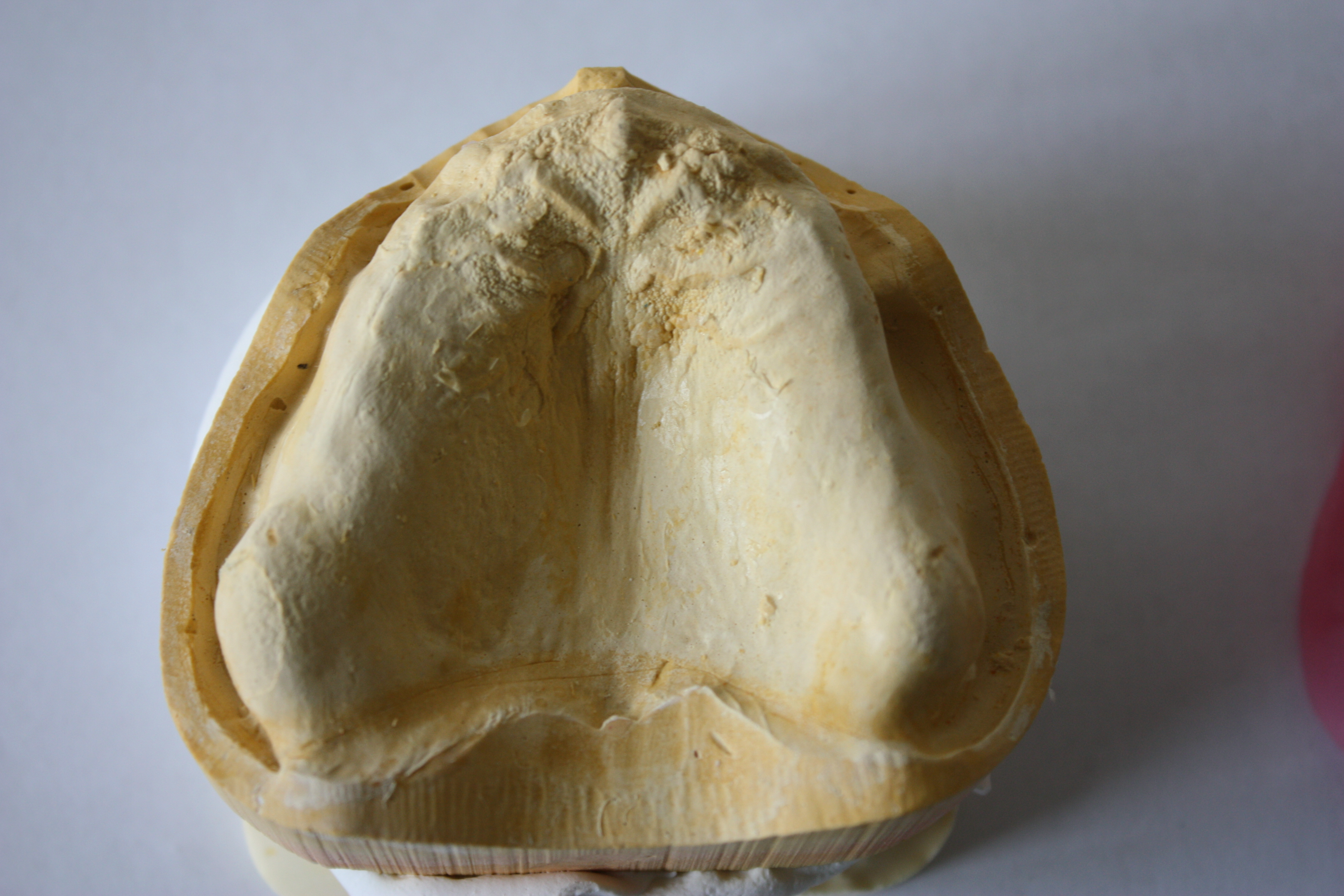
Gipsmodell des zahnlosen Oberkiefers
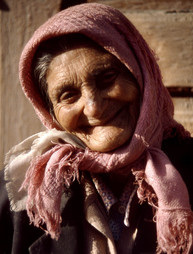
Eingefallenes Untergesicht bei einer Zahnlosen
Zahn im Knochen des Alveolarfortsatzes verankert